# Versicles satànics
Els versicles satànics són uns suposats versicles de caràcter pagà revelats pel profeta Muhàmmad i que més tard haurien estat retirats de l'Alcorà. L'expressió, desconeguda en la terminologia tradicional musulmana, és atribuïda a l'orientalista i funcionari colonial britànic William Muir.
Aquest incident és considerat com a completament fals per la majoria de musulmans, per tant hauria estat mencionat en fonts primàries creïbles, especialment en la Sira Rassul Al·lah, primera biografia de Muhàmmad escrita per Ibn Ishaq (704-761). L'obra original d'Ibn Ishaq es va perdre, però diversos historiadors de renom es van basar en ella per a redactar llurs obres respectives: la història dels versicles en qüestió va ser repercutida per At-Tabarí, encara que no per Ibn Hixam. També la mencionen els historiadors Ibn Sad i Al-Waqidí.

## Contingut
La persecució duta a terme a la Meca contra els musulmans va provocar que, el 615, alguns d'ells s'exiliessin a Etiòpia, mentre que Muhàmmad va romandre a la ciutat en una situació difícil, perquè les autoritats el tenien assetjat en un edifici amb la intenció d'obligar-lo a rendir-se per la fam. Aleshores, Muhàmmad va rebre una nova revelació que va predicar: Al·là no és pas l'únic déu, sinó que les tres deesses principals de la Meca (Al-Lat, Al-Uzza i Al-Manat) també existeixen. Gràcies a aquesta revelació, es posà fi al setge contra Mahoma i els seus seguidors van poder tornar a la Meca.
Ara bé, amb aquesta darrera revelació Muhàmmad abjurava del monoteisme, que fins aleshores havia estat la base de la seva doctrina. Aquest important problema teològic va resoldre's posteriorment afirmant que aquesta revelació no havia vingut pas de Déu sinó de Satanàs. Tanmateix, aquesta solució presenta d'altres problemes: com és que Satanàs, és a dir, el Dimoni, va voler salvar el Profeta de Déu? Com és que Déu mateix no va salvar el seu Profeta?...